# 2011年日本賽馬
2011年日本賽馬（日語：2011年の日本競馬），是2011年（平成23年）日本賽馬界發生的重大事件及各項賽事的記錄。

## 重大事件概述

### 中央競馬

#### 東日本大震災之影響
由於2011年日本東北地方太平洋近海地震造成東日本大震災，中央競馬之日程受到嚴重影響，詳情可參考下面部分。

#### 黃金巨匠達成三冠
「黃金巨匠」於本年度於騎師池添謙一的胯下成功贏得移師東京競馬場的皋月賞，其後於東京優駿（日本打吡）克服爛地再度報捷，於秋季的菊花賞亦成功擊敗「凱旋芭蕾」取得第三冠，成為日本史上第七匹三冠馬。

#### 杜拜世界盃奪冠
隸屬中央競馬的「比薩勝駒」成功於杜拜世界盃中取得勝利，首匹勝出此賽事的日本馬。如此同時，和其一同遠征的「創升」亦取得亞軍，成功達成日本馬一二名的壯舉。

#### 中京競馬場裝修
因中京競馬場之看台進行全面翻新工程，使本年度中京之賽事日程有不少異動。

#### 分級賽主要變更
創立3年的獵豹錦標被評為三級賽，而作為女皇伊利沙伯二世盃前哨戰的府中牝馬錦標則升格為二級賽。

### 地方競馬

#### 東日本大震災之影響
由於2011年日本東北地方太平洋近海地震造成東日本大震災，中央競馬之日程受到嚴重影響，詳情可下面部分。

#### 荒尾競馬場關閉
12月23日所有賽事結束後，荒尾競馬場正式關閉，終結共83年的歷史。

#### 分級賽主要變更
北海道競馬事務局廢除北海道三級賽小姐盃及華月賞。南關東公營競馬南關東三級賽優駿短途錦標及習志野閃耀短途錦標，同時將雌馬預賽、戶塚紀念、橢圓短途錦標及少女峰賞升格為南關東二級賽，亦廢除南關東二級賽閃耀雌馬賞。

## 時間表

### 1月-3月
- 1月4日 - 騎師本多正賢於川崎競馬場第1場賽事中墮馬，因頭部撞傷出現意識不明，緊急送院後確認為腦挫傷、腦出血及顎骨骨折需要進行手術[1]。
- 1月5日 -  騎師中館英二出戰中山競馬場第7場賽事，達成第16000場出賽，亦為日本史上第4位達成此數字的騎師。
- 1月7日 - 若竹特別因直路上出現壓地車導致賽事不成立，詳情可參閲笠松競馬場#壓地車入侵事件[2]。
- 1月9日 - 騎師內田利雄勝出韓國釜山慶南馬場第1場賽事，達成海外賽事第100場頭馬，亦為日本史上第3位達成此成就的騎師[3]。
- 1月16日 - 中山競馬場因大雪取消第4場賽事，同時將第1至第9場其餘賽事推遲。同日，名古屋競馬場因大雪取消所有賽事。
- 1月17日 - 笠松競馬場因大雪將賽事推遲至1月22日舉行。
- 1月18日 - 笠松競馬場因賽道積雪將賽事推遲至1月23日舉行。
- 1月22日 - 「Gran Rose」勝出小倉競馬場第4場賽事，以334公斤的體重打破中央競馬最輕勝利馬的記錄。同日，騎師江田照男出戰中山競馬場第8場賽事，達成第11000萬次出賽。
- 2月11日 - 名古屋競馬場因大雪取消所有賽事。
- 2月12日 - 小倉競馬場因大雪將第4場及之後的賽事推遲之2月14日舉行。
- 2月13日 - 小倉競馬場出現爆冷，「三重彩」的195070.1倍賠率打破中央競馬記錄。
- 2月19日 - 騎師熊澤重文出戰山城錦標，達成第13000場出賽，亦為日本史上第11位達成此數字的騎師。
- 3月11日 - 2011年日本東北地方太平洋近海地震發生，造成東日本大震災，影響後述。
- 3月13日 - 日本中央競馬會宣佈於4月22日推出「JRA Direct」服務，可直接使用信用卡進行投注。同日，日本中央競馬會宣佈將於高松宮紀念開始實行一級賽的新審議制度，若被抗議的賽駒為頭三名衝線，巡邏影片將直接於馬場大屏幕、場外投注所的電視屏幕及綠台播出。
- 3月26日 - 杜拜世界盃賽馬日於阿聯酋美丹馬場舉行，出戰阿聯酋打吡的「激光子彈」取得第六、出戰杜拜司馬經典賽的「統治地位」取得第六、出戰杜拜世界盃的「比薩勝駒」、「創升」及「迷人景致」取得冠軍、亞軍及第八。
- 3月29日 - 日本育馬者盃協會宣佈，於北海道競馬首先實施、頭馬馬主可獲得特定種馬一次配種權的「種馬系列賽」將擴大推行至岩手、東海及石川。

### 4月-6月
- 4月19日 - 騎師的場文男勝出大井競馬場第1場賽事，達成第6128場頭馬，成為地方競馬第2高的騎師。
- 4月23日 - 「Original Tap」勝出高知競馬場第2場賽事，以44勝打破日本純種馬最多勝利記錄[4]。
- 4月24日 - 新投注方式「WIN5」正式接受投注。
- 4月27日 - 地方競馬全國協會宣佈，2012年之日本育馬場盃系系列賽將於川崎競馬場舉辦，為時隔6年再度重返川崎。同時亦宣佈日本育馬場盃短途賽路程為泥地1400米及滿閘減至12匹。
- 4月28日 - 位於北海道洞爺湖町的老牌牧場目白牧場因近年旗下馬匹戰績不佳且東日本大震災造成的賽事中止使經濟出現困難，負責人北野雄二於東京都內召開記者會宣佈將於5月20日關閉牧場並將資產轉讓及其他地方。
- 5月1日 - 東京競馬場第10場賽事中，第十五人氣的賽駒跑獲第二，使其「位置」的106.9倍賠率打破恭敬記錄。
- 5月6日 - 千葉縣競馬組合因騎師濱田達也於賽事期間使用社交媒體Twitter（今X）向外部發送訊息一事，以「妨礙賽事公正」為由判罰其停賽10日。
- 5月9日 - 「伏特加」當選殿堂馬。
- 5月11日 - 「Seeking Brave」勝出門別競馬場第6場賽事，為其父系「尋鑽寶」子嗣中的首勝，亦為於本年度有首年度子嗣初出的種馬之首勝。
- 5月12日 - 練馬師川島正行派出「Manierisme」勝出東京公主賞，以104場分級賽頭馬打破地方競馬記錄。
- 5月15日 - 日本中央競馬会因騎師大江原圭於賽事期間使用社交媒體Twitter（今X）向外部發送訊息一事，以「妨礙賽事公正」為由判罰其停賽30日。
- 5月18日 - 上年度NHK一哩賽冠軍「野田尚城」退役[5]。
- 5月22日 - 本日之「WIN5」以派彩1億4685萬110日圓打破記錄。同日，於優駿牝馬（日本橡樹大賽）以第一名次衝線的Erin Court，被指於直路的內閃行為妨礙對手，經過審議後名次不變，但騎師後藤浩輝被罰款7萬日圓。
- 5月24日 - 地方競馬全國協會發表第一輪騎師及練馬師考試的結果，共有1位騎師及16位練馬師合格，合格的騎師為於2007年曾交還牌照的前騎師小平健二。而練馬師中，9位合格者為騎師，7位為副練馬師。相關牌照將於6月1日生效。
- 5月25日 - 門別競馬場因濃霧取消第8至10場賽事。
- 5月26日 - 門別競馬場因濃霧取消第9場及之後的賽事。
- 6月1日 - 一匹尚未出賽及命名的2歲雌馬突然暴走並逃出川崎競馬場的訓練跑道，於國道1號上向橫濱方向奔跑約6公里後在神奈川縣橫濱市鶴見區被趕到的馬房員工及神奈川縣警察發現並保護。馬匹逸走途中，2名騎自行車經過的男性和其有所接觸導致輕傷，馬匹則腳部受傷需要接受治療。
- 6月5日 - 騎師戶崎圭太策騎「實際影響」勝出安田紀念，贏得首個中央一級賽冠軍，亦成為日本史上第4位同時贏得中央及地方一級賽的地方所屬騎師。
- 6月7日 - 由練馬師堂山荒則管理、騎師宮崎光行策騎的「Pierre Tiger」勝出北海優駿，此對騎練組合達成本賽事三連霸。
- 6月11日 - 「Akino Mogul」1分46.7秒勝出新潟競馬場第2場賽事，打破泥地1700米賽道的新潟記錄。同日，「Makarios」以1分46.6秒勝出勝出新潟競馬場第7場賽事，使得泥地1700米賽道的新潟記錄於同日內被打破兩次。是次並非日本賽馬首次出現同日兩度打破場地記錄的事蹟，對上一次於2007年6月17日在阪神競馬場草地外圈1800米賽道發生。
- 6月12日 - 騎師幸英明出戰阪神競馬場第3場賽事，達成第12000場出賽，亦為日本史上第15位達成此數字的騎師，更為最快且最年輕的達成者。
- 6月16日 - 隸屬名古屋競馬場的女騎師山本茜將於6月20日出發前往韓國釜山慶南馬場進行為其約半年的客串。
- 6月18日 - 由日本中央競馬會日高育成牧場生產的「Dia Montana」出戰中山競馬場第5場賽事，為首次由日本中央競馬會旗下牧場的生產馬出戰中央賽事。同日，騎師福永祐一出戰鸛錦標，達成第11000場出賽，為日本第20位達成此數字的騎師，更為最快的達成者。
- 6月19日 - 「Dahlonega」勝出阪神競馬場第6場賽事，為其父系「大和主將」子嗣中的中央首勝，亦為於本年度有首年度子嗣初出的種馬之中央首勝。
- 6月27日 - 日本中央競馬會宣佈外國騎師客串的規則，約其於客串期間中被罰停賽2次或累計制裁分數高於30分，於客串期完結後的1年間不能在申請客串牌照。

### 7-9月
- 7月8日 - 川崎競馬場因投注系統故障而取消所有賽事。
- 7月13日 - 練馬師森秀行勝出笠松競馬場第9場賽事，取得第150場地方頭馬，此數字對於中央所屬練馬師而言較為不尋常。
- 7月14日 - 紅磚紀念發生爆冷，「三重彩」的51494.5倍賠率打破門別記錄。
- 7月20日 - 名古屋競馬場因超強颱風馬鞍迫近而取消賽事。同日，園田競馬場亦以同樣原因將賽事推遲1日舉行。
- 7月23日 - 新潟競馬場第4場賽事中出現連環墮馬事故，最終有4匹賽駒比賽中止。同日，於7月13日日本泥地打吡其中1匹參賽馬之樣本被驗出禁藥咖啡因，特別競馬組合取消其資格，亦向警視廳大井警察署備案以排查是否有違反《競馬法》的嫌疑。是次事件為地方競馬一級賽中，首次有賽駒因違禁用藥被取消資格[6]。
- 7月24日 - 「Monaku Kabakichi」勝出福山競馬場第3場賽事，以54勝追平地方競馬平地賽事記錄。
- 7月30日 - 「Taisei Freja」出戰函館競馬場第8場賽事時，進入跑道後突然出現左肩不良於行而跌倒，鞍上的騎師三浦皇成被甩出造成兩邊大腿及左手肘撞傷。
- 8月7日 - 騎師藤田伸二勝出函館競馬場第7場賽事，達成第1768場頭馬，成為中央第8高的騎師。
- 8月14日 - 騎師佐藤哲三出戰函館競馬場第2場賽事，達成第10000場出賽，亦為第24位達成此賽事的騎師
- 8月17日 - 岐阜縣地方競馬組合因應管理賽駒被檢出禁藥吡唑啉酮一事，判罰練馬師井上考彥停薪40日。
- 8月19日 - 騎師武幸四郎於京都府京都市東山區內一間餐廳被一名36歲男子毆打，左頰骨折下於明後兩日的座騎均需易配。而襲擊者其後於8月22日下午到京都府警東山警察署自首，並以涉嫌襲擊被捕。
- 9月3日 - 騎師田中勝春出戰新潟競馬場第6場賽事，達成第15000場出賽，亦為第7位達成此數字的騎師。
- 9月4日 -  本日之「WIN5」未有任何人押中，高達8億5200萬日圓的獎金將加入下週的彩池中。同日，騎師四位洋文出戰札幌競馬場第7場賽事，達成第11000場出賽，亦為第21位達成此數字的騎師。
- 9月10日 - 騎師和田龍二出戰阪神競馬場第5場賽事，達成第10000場出賽，亦為第25位達成此數字的騎師。同日，騎師吉田豐出戰中山競馬場第7場賽事，達成第11000場出賽，亦為第22位達成此數字的騎師。
- 9月12日 - 荒尾競馬場馬房內發生意外，一名42歲男性馬伕被賽駒踢中，頸椎受到嚴重損傷。
- 9月15日 - 地方競馬全國協會發表第二輪騎師及練馬師考試的結果，共有1位騎師、2位副練馬師及3位練馬師合格，合格的騎師為隸屬園田競馬場重畠勝利馬房的馬伕笹田知宏。相關牌照將於9月23日生效。
- 9月21日 - 笠松競馬場及船橋競馬場因颱風洛克吹襲而取消所有賽事。同日，園田競馬場亦以同樣原因取消第1及2場賽事。
- 9月26日 - 日本中央競馬會召開緊急記者會，宣佈因練馬師河野通文（騎師三浦皇成的師父）和黑社會相關人士有所來往，而根據《競馬施行規程》第5章第53條第6項採取行動吊銷其練馬師牌照。

### 10月-12月
- 10月2日 - 短途馬錦標賽前，「加登快駒」突然將鞍上的騎師拋落並圍繞競馬場奔跑約3圈，導致本場比賽推遲12分鐘舉行，中山競馬場第12場賽事則推遲15分鐘舉行。經過檢查後，「加登快駒」因顯著疲勞被排除於出賽名單外，而佐藤則因左肋骨骨折被送往千葉縣鎌谷市內的醫院治理。
- 10月4日 - 於1984年達成無敗三冠的「魯鐸象徵」因衰老死亡。
- 10月8日 - 由於殿堂馬「魯鐸象徵」之死亡，日本中央競馬會決定將本日舉行的柏修斯錦標及蛋白石錦標加上「魯鐸象徵追悼競走」的副標題[7]。
- 10月13日 - 上年度寶塚紀念冠軍「中山慶典」退役。
- 10月20日 - 日本中央競馬會公佈騎師及練馬師初試的結果，大井競馬場所屬騎師戶崎圭太未能合格。
- 10月23日 - 「黃金巨匠」勝出菊花賞，成為第七匹三冠馬。
- 10月25日 - 由名古屋競馬場管理的彌富訓練中心內發生意外，1名47歲男性馬伕於進行訓練時被賽駒拋落，頭部撞擊地面下出現意識不明的狀況。
- 10月31日 - 日本中央競馬會公佈競馬學校第31期學生入學考試的結果，合格者當中包含騎師木幡初廣之次子木幡巧也，以及騎師鮫島克也之次子、鮫島良太之弟鮫島克駿。同日，帶廣競馬場第7場賽事出現爆冷，「三重彩」的12394.8倍賠率打破輓馬賽事記錄[8]。
- 11月2日 - 原定出戰女皇伊利沙伯二世盃的「紅色夢想」因於訓練途中流鼻血而避戰，其後更宣佈退役[9]。同日，於日前秋季天皇賞中因韌帶斷裂而被拉停的「名將巨鯨」被診斷出喪失競走能力，因而宣佈退役[10]。
- 11月8日 - 於上年度取消賽駒註冊並於本年6月前往愛爾蘭以轉籍為目標的「大宇宙」因右前腳之肌腱炎復發而回國。
- 11月10日 - 隸屬名古屋競馬場彌富訓練中心的2名分別40及42歲馬伕，因涉嫌違反《覺醒劑取締法》而被愛知縣警南警察署逮捕。
- 11月15日 - 於日前女皇伊利沙伯二世盃跑獲亞軍的「Aventura」被發現於比賽途中兩隻前腳均出現骨折的情況，康復所需時間不明。
- 11月17日 - 由前騎師及前練馬師林正夫擁有的「Shorida Banzai」勝出道營紀念，其成為首位同時以騎師、練馬師及馬主身份贏得此賽事的人物。
- 11月28日 - 福山競馬場及高知競馬場繼上年度的「夜來系列」和「鞆之浦系列」再度攜手合作，宣佈合作於12月17日在高知競馬場舉行久松城賞及於來年3月12日在福山競馬場舉行大高坂賞。
- 12月1日 - 隸屬川崎競馬場的練馬師足立勝久退役。
- 12月12日 - 因應現役女騎師數目減少，地方競馬全國協會決定於翌年停辦「女騎師系列賽」。
- 12月15日 - 日本中央競馬會決定將旗下9個借用地方競馬設施的場外投注所之名稱統一為「Wins○○」。同日，騎師丸山元氣於川崎競馬場第6場賽事完結後的覆磅中超重2.3公斤，為確保賽事公正，本日其餘下2場賽事需要易配，而日本中央競馬會則判罰其停賽10日。
- 12月16日 - 日本中央競馬會宣佈延長丸山的停賽期。
- 12月19日 - 騎師鷹野宏史退役，並進入栗東競馬中心藤澤則雄馬房以訓練助手身份工作。
- 12月20日 - 前練馬師池江泰郎被文部科學省頒發「體育功勞者」稱號。
- 12月25日 - 金澤競馬場因大雪推遲賽事至12月26日舉行。
- 12月26日 - 金澤競馬場因大雪將第2場及之後的賽事推遲至12月28日舉行。
- 12月27日 - 騎師加藤士津八掛靴，並進入美浦訓練中心練馬師加藤和宏（亦是其父親）之馬房，以策騎員身份工作。
- 12月28日 -應屆杜拜世界盃冠軍「比薩勝駒」退役。同日金澤競馬經營評價委員會於石川縣縣廳召開，縣政府以來年有望達致收支平衡為由批准金澤競馬繼續舉行。
- 12月31日 - 特別區競馬組合因應賽駒於日本泥地打吡違禁用藥一事，判罰練馬師川島正行停薪30日。

## 東日本大震災影響
由於3月11日發生2011年日本東北地方太平洋近海地震並引發東日本大震災，所有3月12日及13日於中山競馬場、阪神競馬場及小倉競馬場的賽事停辦。
於本次地震中受損最嚴重的設施為接近震央的福島競馬場，看台一部份的天花板損毀並造成內部設施被破壞，同時因應福島第一核電站事故，競馬場內部的草地跑道亦需要進行淨化及修復。以其他受影響的競馬場包含天花坍塌造成漏水的中山競馬場、以及設施輕微損毀的東京競馬場。
日本中央競馬會原定安排替代賽程，但隨着地震及海嘯的影響越發明顯，賽事日程被大規模改變，不少賽馬日亦被取消。
首先，日本中央競馬會將於3月19至27日間於各競馬場舉行「東北關東大震災受災地支援競馬」，將於3月19、20、26及27日在阪神競馬場及小倉競馬場舉行、以及於3月21日在阪神競馬場單獨舉行。
其次，考慮電力供應方面的問題，日本中央競馬會亦取消往年將於4月下旬開始延長開賽時間及黃昏賽馬的安排。同時將東京優駿（日本打吡）及安田紀念賽馬日的另一場分級賽提早至週六舉行，以將賽事時間提早結束。
受損最嚴重而取消所有本年度賽事的福島競馬場，將進行全面淨化工程以排除核事故的影響，包括重新鋪設泥地跑道及更換草地跑道的初草皮，最終於2012年4月7日重新舉辦賽事。
地方競馬方面，位處東北地方的盛岡競馬場及水澤競馬場受損嚴重，位於關東地方的船橋競馬場亦有受損，而地震當日正在舉行賽事的大井競馬場則即時中止賽事。事發後，由於盛岡競馬場內的設施受損嚴重需要修復，因而一哩冠軍南部盃移師至東京競馬場舉行。

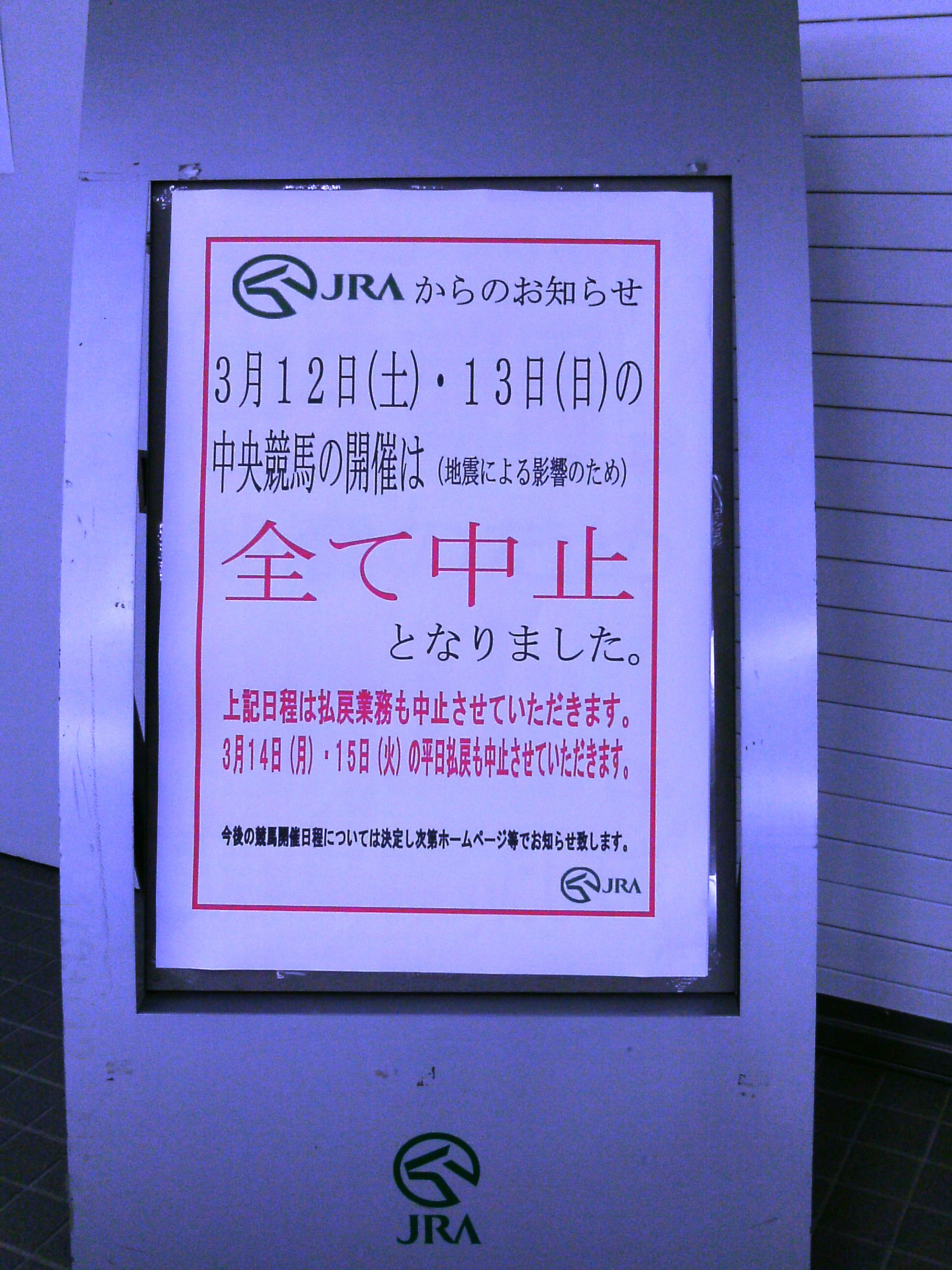
位於場外投注所「Wins梅田」中的告示

### 賽事日程變更
由於主要競馬場之一的中山競馬場接連取消12個賽馬日，因而許多一級賽及經典賽的前哨戰亦受到影響，而其他分級賽亦因日程調整而有所改動。下表列出所有改動過的分級賽：
| 賽事名           | 級別   | 原定計劃       | 變更計劃       | 備註                     |
| ---------------- | ------ | -------------- | -------------- | ------------------------ |
| 中京紀念         | GIII   | 3月12日・小倉  | 3月20日・小倉  |                          |
| 阪神春季跳欄錦標 | J・GII | 3月12日・阪神  | 3月21日・阪神  |                          |
| 中山牝馬錦標     | GIII   | 3月13日・中山  | 4月2日・阪神   |                          |
| 雌馬賽           | GII    | 3月13日・阪神  | 3月21日・阪神  |                          |
| 百花盃           | GIII   | 3月19日・中山  | 3月26日・阪神  |                          |
| 春季錦標         | GII    | 3月20日・中山  | 3月26日・阪神  |                          |
| 日經賞           | GII    | 3月26日・中山  | 4月2日・阪神   | 距離變更為草地2400米     |
| 三月錦標         | GIII   | 3月27日・中山  | 4月10日・阪神  |                          |
| 打吡公爵挑戰盃   | GIII   | 4月3日・中山   | 4月3日・阪神   |                          |
| 新西蘭盃         | GII    | 4月9日・中山   | 4月9日・阪神   |                          |
| 中山跳欄大賽     | J・GI  | 4月16日・中山  | 7月2日・中山   | 距離變更為障礙草地4260米 |
| 讀賣盃           | GII    | 4月16日・阪神  | 4月17日・阪神  |                          |
| 皋月賞           | GI     | 4月17日・中山  | 4月24日・東京  |                          |
| 福島牝馬錦標     | GIII   | 4月23日・福島  | 4月23日・新潟  |                          |
| 花仙錦標         | GII    | 4月24日・東京  | 4月23日・東京  |                          |
| 目黑紀念         | GII    | 5月29日・東京  | 5月28日・東京  |                          |
| 麒麟錦標         | GIII   | 6月5日・東京   | 6月4日・東京   |                          |
| 日經電台賞       | GIII   | 7月3日・福島   | 7月3日・中山   |                          |
| 七夕賞           | GIII   | 7月10日・福島  | 7月10日・中山  |                          |
| 一哩冠軍南部盃   | JpnI   | 10月10日・盛岡 | 10月10日・東京 | 由日本中央競馬會舉辦     |
| 福島紀念         | GIII   | 11月20日・福島 | 11月20日・新潟 |                          |

而被取消的重要賽事有：櫻花賞前哨戰銀蓮花錦標及中山跳欄大賽前哨戰飛馬跳欄錦標。

### 受災地支援競走
日本中央競馬會為支援災區的災民，將舉行「受災地支援競走」，將改賽事投注額的5%撥出作為支援救災的基金。下表列出成為「受災地支援競走」的賽事。
| 賽事名稱   | 分級   | 舉行日・競馬場 |
| ---------- | ------ | -------------- |
| 毎日盃     | GIII   | 3月27日・阪神  |
| 三月錦標   | GIII   | 4月10日・阪神  |
| 絆賞       | 條件戰 | 4月24日・東京  |
| 伊吹賞     | OP     | 5月1日・京都   |
| 未來賞     | 條件戰 | 5月8日・東京   |
| 新潟大賞典 | GIII   | 5月8日・新潟   |
| 希望賞     | 條件戰 | 5月15日・東京  |
| 希望賞     | 條件戰 | 5月22日・東京  |
| 翼賞       | OP     | 5月29日・東京  |
| 光賞       | 條件戰 | 5月29日・東京  |
| 勇氣賞     | 條件戰 | 6月26日・阪神  |

## 東日本大震災相關時間表

### 3月
- 3月11日 - 日本中央競馬會宣佈取消明後兩日的於中山競馬場、阪神競馬場及小倉競馬場的賽事，櫻花賞前哨戰銀蓮花錦標、分級賽阪神春季跳欄錦標、中京紀念、雌馬賽及中山牝馬錦標受到影響。而特別區競馬組合則即時取消本日在大井競馬場舉行的賽事，同時船橋競馬場因出現土壤液化而未能舉行賽事，分級賽大尾光紀念推遲至5月2日舉行。與此同時，高知競馬場及帶廣競馬場亦有取消或推遲賽事的安排。
- 3月14日 - 日本中央競馬會宣佈將捐出1億日圓的基金支援受災地，同時公佈以上首影響分級賽的賽程安排。
- 3月15日 - 日本中央競馬會以「確保賽事安全」為理由，宣佈中山競馬場於本月內不會再舉行任何賽事。岩手縣競馬組合決定取消水澤競馬場3月19至21日及3月26至28日的賽事。埼玉縣浦和競馬組合宣佈取消浦和競馬場3月21至25日的賽事。兵庫縣競馬組合決定於3月15至31日期間舉行「東日本大震災受災地支援系列」，將於配出每場賽事投注額中的100萬日圓支援救災。
- 3月16日 - 日本中央競馬會宣佈除北海道外地所有位於東日本地區的投注所關閉，1月8日至3月6日之間購買的彩票兑換期延長至5月31日。南關東公營競馬宣佈，因應東京電力計劃實事停電，因而在3月18日後關閉投注所。
- 3月17日 - 高知競馬場宣佈於賽事舉行期間會舉行「東日本受災地復興支援系列」，於營業額當中配出80萬日圓作支援基金之餘，亦會設置籌款箱作為募捐之用。而日本中央競馬會於3月中旬實施「東北關東大震災受災地支援競馬」，主要內容包括以下措施：
  - 投注額的一部份將撥出作為支援基金。
  - 日本馬主協會聯合會、日本練馬師會及日本騎師會將會勸出寛看支援救災，同時3月19至21日的賽事期間，每名騎師出賽或練馬師派出賽駒出賽，將會追加捐出3000至3萬日圓的捐款。
  - 3月19日至21日在阪神競馬場及小倉競馬場將會開放免費入場，統計入場人數後會將計算相應的金額以作支援基金。
  - 於該兩個競馬場出賽的騎師於策騎期間會佩戴喪章，賽事日最後一場賽事結束後所有騎師會進行募捐活動，同時賽事中馬匹的馬布將會以義賣形式售出，金額會作為支援基金。
  - 北海道及西日本地區所有競馬場及場外投注所會進行募捐活動。
  - 3月19日兩個舉行賽事的競馬場及日本中央競馬會所有事務所會進行默哀，而場內會降半旗並停止吹奏入場曲。
- 3月22日 - 日本中央競馬會以「確保賽事安全」為理由，取消4月於中山競馬場及福島競馬場的所有賽事，東京優駿（日本打吡）移師東京競馬場舉行及中山跳欄大賽推遲舉行，而其他分級賽則移師至阪神競馬場舉行。特別區競馬組合取消大井競馬場3月28日至4月1日的賽事，京濱盃推遲舉行及一哩大獎賽取消。
- 3月25日 - 千葉縣競馬組合取消船橋競馬場4月4至8日的賽事。岩手縣競馬組合取消水澤競馬場4月2日至5月9日的賽事。

### 4月
- 4月1日 - 日本中央競馬會宣佈將於4月16及17日在小倉競馬場追加賽事日。
- 4月2日 - 日本中央競馬會重新開放電話及網絡投注。
- 4月5日 - 日本中央競馬會決定在取北海道以外的東日本地區有限度接受投注，地點為新潟競馬場及高崎場外投注所。同時，福島牝馬錦標確認於4月23日在新潟競馬場舉行，亦選擇每日盃、三月錦標及新潟大賞典的作為「受災地支援競走」。南關東競馬組合宣佈舉行「復興支援競馬」，同時因應電力供應等問題取消夜馬。
- 4月6日 - 日本中央競馬會發表變更後的賽事日程。南關東公營競馬決定延長1月11日至3月11日期間發售的彩票至兑換日期至5月31日。
- 4月14日 - 岩手縣競馬組合宣佈因水澤競馬場及盛岡競馬場受損嚴重而需要修復
- 4月19日 - 日本中央競馬會宣佈繼續取消福島競馬場6月18日至7月10日的賽事。
- 4月21日 - 日本中央競馬會重新開放除福島縣外東北地方的場外投注所。
- 4月28日 - 神奈川縣川崎競馬組合因電力供應的考慮取消夜馬。
- 4月29日 - 岩手縣知事達增拓也、盛岡市市長谷藤裕明、奧州市市長小澤昌記及其他相關人士於岩手縣縣廳內舉行非公開會議，決定於5月14日重新在盛岡競馬場舉行有限度賽事。

### 5月
- 5月9日 - 岩手縣競馬組合宣佈將日高賞及Beautiful Dream盃移師至盛岡競馬場舉行。
- 5月10日 - 日本中央競馬會宣佈重新在中山競馬場舉辦賽事。
- 5月13日 - 日本中央競馬會宣佈將中山跳欄大賽推遲至7月2日舉行，同時採用C跑道，賽事距離將會延長10米至4260米。同時其他於中山競馬場舉行的原福島競馬場分級賽，亦會因跑道設置而更改滿閘數目。
- 5月14日 - 盛岡競馬場重新開放。

### 6月
- 6月4日 - 岩手競馬組合場外投注所「Tele Truck宮古」重新開放。
- 6月16日 - 福島競馬場有限度開放，僅作投注之用。
- 6月23日 - 岩手縣競馬組合宣佈將一哩冠軍南部盃移師至東京競馬場舉行。
- 6月25日 -  岩手競馬組合場外投注所「Tele Truck三本木」重新開放。

### 7月
- 7月22日 - 特別區競馬組合的場外投注所「Off大鄉」重新開放，同時1月11日及3月11日在此投注所發售的彩票之兑換期延長至9月18日。
- 7月28日 - 日本中央競馬會向福島縣政府捐贈10億日圓，同時將募捐所得的約1億1735萬日圓捐贈於日本紅十字會。

### 8月
- 8月3日 - 日本中央競馬會場外投注所「Wins新白河」將於9月24日重新開放。
- 8月8日 - 岩手競馬組合舉行宣佈將於星團盃舉行當日，於第8及11場賽事舉行「東日本大震災福興祈念 JRA vs 岩手」賽事，日本中央競馬競馬會派出的7位騎師為福永祐一、岩田康誠、川田將雅、藤岡佑介、田邊裕信、中館英二及吉田豐，而岩手競馬組合派出的7位騎師為菅原勲、村上忍、阿部英俊、山本政聰、菅原俊吏、齋藤雄一及南鄉家全。
- 8月23日 - 水澤競馬場將於12月10日重新開放。

### 9月
- 9月2日 - 日本中央競馬會發表福島競馬場的修復進度，指出7月23日經已對場內進行淨化，同時開始看台及其他設施的修復工程。預計所有工程將於2012年3月下旬完成，整體費用為約50億日圓。

### 10月
- 10月10日 - 移師至東京競馬場的一哩冠軍賽南部盃舉行，完賽後日本中央競馬會宣佈將於10月17日向岩手縣競馬組合捐出3億5147萬810日圓的支援基金，亦會岩手縣捐出5億日圓的支援基金。同時，本場比賽冠軍「創升」至馬主前田幸治亦宣佈由獎金中配出1000萬日圓作為捐款。

### 12月
- 12月26日 - 日本中央競馬會宣佈，將於來年繼續積極支援受災地區，同時宣佈東日本大震災的1週年當日會將投注額的一部份捐出。

## 各賽事結果

### 中央競馬・平地一級賽
| 賽事名                         | 賽事名                         | 賽事名                         | 優勝馬        | 性齡 | 騎師                     | 練馬師                   | 所屬    |
| 月日                           | 馬場                           | 距離                           | 優勝馬        | 性齡 | 馬主                     | 馬主                     | 時間    |
| ------------------------------ | ------------------------------ | ------------------------------ | ------------- | ---- | ------------------------ | ------------------------ | ------- |
| 第28回二月錦標                 | 第28回二月錦標                 | 第28回二月錦標                 | 創升          | 雄5  | 藤田伸二                 | 安田隆行                 | JRA栗東 |
| 2月20日                        | 東京競馬場                     | 泥1600米                       | 創升          | 雄5  | 前田幸治                 | 前田幸治                 | 1:36.4  |
| 第41回高松宮紀念               | 第41回高松宮紀念               | 第41回高松宮紀念               | 拳壇奇蹟      | 雄8  | 李寶利                   | 堀宣行                   | JRA美浦 |
| 3月27日                        | 中京競馬場                     | 草1200米                       | 拳壇奇蹟      | 雄8  | 吉田和美                 | 吉田和美                 | 1:07.9  |
| 第71回櫻花賞                   | 第71回櫻花賞                   | 第71回櫻花賞                   | 馬莎蓮娜      | 雌3  | 安藤勝己                 | 松田博資                 | JRA栗東 |
| 4月10日                        | 阪神競馬場                     | 草1600米                       | 馬莎蓮娜      | 雌3  | Shadai Race Horse Co Ltd | Shadai Race Horse Co Ltd | 1:33.9  |
| 第71回皋月賞                   | 第71回皋月賞                   | 第71回皋月賞                   | 黃金巨匠      | 雄3  | 池添謙一                 | 池江泰壽                 | JRA栗東 |
| 4月24日                        | 東京競馬場                     | 草2000米                       | 黃金巨匠      | 雄3  | Sunday Racing Co Ltd     | Sunday Racing Co Ltd     | 2:00.6  |
| 第143回春季天皇賞              | 第143回春季天皇賞              | 第143回春季天皇賞              | 萬千寵愛      | 雄4  | 藤田伸二                 | 昆貢                     | JRA栗東 |
| 5月1日                         | 京都競馬場                     | 草3200米                       | 萬千寵愛      | 雄4  | 蛭川正文                 | 蛭川正文                 | 3:20.6  |
| 第16回NHK一哩賽                | 第16回NHK一哩賽                | 第16回NHK一哩賽                | 大賽波士      | 雄3  | 韋紀力                   | 矢作芳人                 | JRA栗東 |
| 5月8日                         | 東京競馬場                     | 草1600米                       | 大賽波士      | 雄3  | Grand Prix Co Ltd        | Grand Prix Co Ltd        | 1:32.2  |
| 第6回維多利亞一哩賽            | 第6回維多利亞一哩賽            | 第6回維多利亞一哩賽            | 夏威夷鳥      | 雌4  | 蛯名正義                 | 國枝榮                   | JRA美浦 |
| 5月15日                        | 東京競馬場                     | 草1600米                       | 夏威夷鳥      | 雌4  | 金子真人控股             | 金子真人控股             | 1:31.9  |
| 第72回優駿牝馬（日本橡樹大賽） | 第72回優駿牝馬（日本橡樹大賽） | 第72回優駿牝馬（日本橡樹大賽） | Erin Court    | 雌3  | 後藤浩輝                 | 笹田和秀                 | JRA栗東 |
| 5月22日                        | 東京競馬場                     | 草2400米                       | Erin Court    | 雌3  | 吉田照哉                 | 吉田照哉                 | 2:25.7  |
| 第78回東京優駿（日本打吡）     | 第78回東京優駿（日本打吡）     | 第78回東京優駿（日本打吡）     | 黃金巨匠      | 雄3  | 池添謙一                 | 池江泰壽                 | JRA栗東 |
| 5月29日                        | 東京競馬場                     | 草2400米                       | 黃金巨匠      | 雄3  | Sunday Racing Co Ltd     | Sunday Racing Co Ltd     | 2:30.5  |
| 第61回安田紀念                 | 第61回安田紀念                 | 第61回安田紀念                 | 實際影響      | 雄3  | 戶崎圭太                 | 堀宣行                   | JRA美浦 |
| 6月5日                         | 東京競馬場                     | 草1600米                       | 實際影響      | 雄3  | Carrot Farm Co Ltd       | Carrot Farm Co Ltd       | 1:32.0  |
| 第52回寶塚紀念                 | 第52回寶塚紀念                 | 第52回寶塚紀念                 | 熱誠真摯      | 雄6  | 佐藤哲三                 | 佐佐木晶三               | JRA栗東 |
| 6月26日                        | 阪神競馬場                     | 草2200米                       | 熱誠真摯      | 雄6  | 前田幸治                 | 前田幸治                 | 2:10.1  |
| 第45回短途馬錦標               | 第45回短途馬錦標               | 第45回短途馬錦標               | 真機伶        | 牝4  | 池添謙一                 | 安田隆行                 | JRA栗東 |
| 10月2日                        | 中山競馬場                     | 草1200米                       | 真機伶        | 牝4  | 鈴木隆司                 | 鈴木隆司                 | 1:07.4  |
| 第24回一哩冠軍南部盃           | 第24回一哩冠軍南部盃           | 第24回一哩冠軍南部盃           | 創升          | 雄5  | 藤田伸二                 | 安田隆行                 | JRA栗東 |
| 10月10日                       | 東京競馬場                     | 泥1600米                       | 創升          | 雄5  | 前田幸治                 | 前田幸治                 | 1:34.8  |
| 第16回秋華賞                   | 第16回秋華賞                   | 第16回秋華賞                   | Aventura      | 雌3  | 岩田康誠                 | 角居勝彥                 | JRA栗東 |
| 10月16日                       | 京都競馬場                     | 草2000米                       | Aventura      | 雌3  | Carrot Farm Co Ltd       | Carrot Farm Co Ltd       | 1:58.2  |
| 第72回菊花賞                   | 第72回菊花賞                   | 第72回菊花賞                   | 黃金巨匠      | 雄3  | 池添謙一                 | 池江泰壽                 | JRA栗東 |
| 10月23日                       | 京都競馬場                     | 草3000米                       | 黃金巨匠      | 雄3  | Sunday Racing Co Ltd     | Sunday Racing Co Ltd     | 3:02.8  |
| 第144回秋季天皇賞              | 第144回秋季天皇賞              | 第144回秋季天皇賞              | 東瀛佐敦      | 雄5  | 彭利力                   | 池江泰壽                 | JRA栗東 |
| 10月30日                       | 東京競馬場                     | 草2000米                       | 東瀛佐敦      | 雄5  | 島川隆哉                 | 島川隆哉                 | 1:56.1  |
| 第36回女皇伊利沙伯二世盃       | 第36回女皇伊利沙伯二世盃       | 第36回女皇伊利沙伯二世盃       | 飛雪仙蹤      | 雌4  | 莫雅                     | 鄧樂普                   | 英國    |
| 11月13日                       | 京都競馬場                     | 草2200米                       | 飛雪仙蹤      | 雌4  | Anamoine Ltd             | Anamoine Ltd             | 2:11.6  |
| 第28回一哩冠軍賽               | 第28回一哩冠軍賽               | 第28回一哩冠軍賽               | 榮進神駒      | 雄4  | 池添謙一                 | 松永昌博                 | JRA栗東 |
| 11月20日                       | 京都競馬場                     | 草1600米                       | 榮進神駒      | 雄4  | 平井豐光                 | 平井豐光                 | 1:33.9  |
| 第31回日本盃                   | 第31回日本盃                   | 第31回日本盃                   | 迷人景致      | 牝5  | 岩田康誠                 | 松田博資                 | JRA栗東 |
| 11月27日                       | 東京競馬場                     | 草2400米                       | 迷人景致      | 牝5  | Sunday Racing Co Ltd     | Sunday Racing Co Ltd     | 2:24.2  |
| 第12回日本盃泥地大賽           | 第12回日本盃泥地大賽           | 第12回日本盃泥地大賽           | 創升          | 雄5  | 藤田伸二                 | 安田隆行                 | JRA栗東 |
| 12月4日                        | 阪神競馬場                     | 泥1800米                       | 創升          | 雄5  | 前田幸治                 | 前田幸治                 | 1:50.6  |
| 第63回阪神兩歲牝馬錦標         | 第63回阪神兩歲牝馬錦標         | 第63回阪神兩歲牝馬錦標         | Joie de Vivre | 雌2  | 福永祐一                 | 松田博資                 | JRA栗東 |
| 12月11日                       | 阪神競馬場                     | 草1600米                       | Joie de Vivre | 雌2  | Sunday Racing Co Ltd     | Sunday Racing Co Ltd     | 1:34.9  |
| 第63回朝日盃未來錦標           | 第63回朝日盃未來錦標           | 第63回朝日盃未來錦標           | 阿爾菲多      | 雄2  | 韋紀力                   | 手塚貴久                 | JRA美浦 |
| 12月18日                       | 中山競馬場                     | 草1600米                       | 阿爾菲多      | 雄2  | Carrot Farm Co Ltd       | Carrot Farm Co Ltd       | 1:33.4  |
| 第56回有馬紀念                 | 第56回有馬紀念                 | 第56回有馬紀念                 | 黃金巨匠      | 雄3  | 池添謙一                 | 池江泰壽                 | JRA栗東 |
| 12月25日                       | 中山競馬場                     | 草2500米                       | 黃金巨匠      | 雄3  | Sunday Racing Co Ltd     | Sunday Racing Co Ltd     | 2:36.0  |

### 中央競馬・跳欄一級賽
| 賽事名             | 賽事名             | 賽事名             | 優勝馬      | 性齡 | 騎師                          | 練馬師                        | 所屬    |
| 月日               | 馬場               | 距離               | 優勝馬      | 性齡 | 馬主                          | 馬主                          | 時間    |
| ------------------ | ------------------ | ------------------ | ----------- | ---- | ----------------------------- | ----------------------------- | ------- |
| 第13回中山跳欄大賽 | 第13回中山跳欄大賽 | 第13回中山跳欄大賽 | Meiner Neo  | 雄8  | 柴田大知                      | 稲葉隆一                      | JRA美浦 |
| 7月2日             | 中山競馬場         | 障4260米           | Meiner Neo  | 雄8  | Thoroughbred Club Ruffian Ltd | Thoroughbred Club Ruffian Ltd | 4:51.6  |
| 第134回中山大障礙  | 第134回中山大障礙  | 第134回中山大障礙  | Majesty Bio | 雄4  | 山本康志                      | 田中剛                        | JRA美浦 |
| 12月24日           | 中山競馬場         | 障4100米           | Majesty Bio | 雄4  | Bio Co Ltd                    | Bio Co Ltd                    | 4:44.2  |

### 地方競馬・一級賽
| 賽事名                   | 賽事名                   | 賽事名                   | 優勝馬   | 性齡 | 騎師                     | 練馬師                   | 所屬       |
| 月日                     | 馬場                     | 距離                     | 優勝馬   | 性齡 | 馬主                     | 馬主                     | 時間       |
| ------------------------ | ------------------------ | ------------------------ | -------- | ---- | ------------------------ | ------------------------ | ---------- |
| 第60回川崎紀念           | 第60回川崎紀念           | 第60回川崎紀念           | Furioso  | 雄7  | 戶崎圭太                 | 川島正行                 | 南關東船橋 |
| 1月26日                  | 川崎競馬場               | 泥2100米                 | Furioso  | 雄7  | Darley Japan Farm        | Darley Japan Farm        | 2:14.2     |
| 第23回柏市紀念           | 第23回柏市紀念           | 第23回柏市紀念           | Furioso  | 雄7  | 戶崎圭太                 | 川島正行                 | 南關東船橋 |
| 5月5日                   | 船橋競馬場               | 泥1600米                 | Furioso  | 雄7  | Darley Japan Farm        | Darley Japan Farm        | 1:38.2     |
| 第34回帝王賞             | 第34回帝王賞             | 第34回帝王賞             | 醒目飛鷹 | 雄6  | 武豐                     | 小崎憲                   | JRA栗東    |
| 6月29日                  | 大井競馬場               | 泥2000米                 | 醒目飛鷹 | 雄6  | 大川徹                   | 大川徹                   | 2:01.1     |
| 第13回日本泥地打吡       | 第13回日本泥地打吡       | 第13回日本泥地打吡       | 果釀醇酒 | 雄3  | 橫山典弘                 | 安田隆行                 | JRA栗東    |
| 7月13日                  | 大井競馬場               | 泥2000米                 | 果釀醇酒 | 雄3  | Shadai Race Horse Co Ltd | Shadai Race Horse Co Ltd | 2:04.9     |
| 第11回日本育馬場盃短途賽 | 第11回日本育馬場盃短途賽 | 第11回日本育馬場盃短途賽 | Suni     | 雄5  | 川田將雅                 | 吉田直弘                 | JRA栗東    |
| 11月3日                  | 大井競馬場               | 泥1200米                 | Suni     | 雄5  | 吉田和美                 | 吉田和美                 | 1:10.1     |
| 第11回日本育馬場盃經典賽 | 第11回日本育馬場盃經典賽 | 第11回日本育馬場盃經典賽 | 醒目飛鷹 | 雄6  | 武豐                     | 小崎憲                   | JRA栗東    |
| 11月3日                  | 大井競馬場               | 泥2000米                 | 醒目飛鷹 | 雄6  | 大川徹                   | 大川徹                   | 2:02.1     |
| 第62回全日本兩歲優駿     | 第62回全日本兩歲優駿     | 第62回全日本兩歲優駿     | Obruchev | 雄2  | 中館英二                 | 萩原清                   | JRA美浦    |
| 12月14日                 | 川崎競馬場               | 泥1600米                 | Obruchev | 雄2  | 前田幸治                 | 前田幸治                 | 1:41.6     |
| 第57回東京大賞典         | 第57回東京大賞典         | 第57回東京大賞典         | 醒目飛鷹 | 雄6  | 武豐                     | 小崎憲                   | JRA栗東    |
| 12月29日                 | 大井競馬場               | 泥2000米                 | 醒目飛鷹 | 雄6  | 大川徹                   | 大川徹                   | 2:01.8     |

### 輓馬・一級賽
| 賽事名             | 賽事名             | 賽事名             | 優勝馬          | 性齡 | 騎師       | 練馬師     | 所屬   |
| 月日               | 馬場               | 距離               | 優勝馬          | 性齡 | 馬主       | 馬主       | 時間   |
| ------------------ | ------------------ | ------------------ | --------------- | ---- | ---------- | ---------- | ------ |
| 第33回帶廣紀念     | 第33回帶廣紀念     | 第33回帶廣紀念     | Nishiki Daijin  | 雄10 | 藤野俊一   | 槻館重人   | 帶廣   |
| 1月2日             | 帶廣競馬場         | 輓200米            | Nishiki Daijin  | 雄10 | 仙頭富萬   | 仙頭富萬   | 2:33.0 |
| 第4回天馬賞        | 第4回天馬賞        | 第4回天馬賞        | Kitano Taisho   | 雄5  | 大河原和雄 | 服部義幸   | 帶廣   |
| 1月3日             | 帯廣競馬場         | 輓200米            | Kitano Taisho   | 雄5  | 木下英三   | 木下英三   | 1:41.8 |
| 第42回Irene紀念    | 第42回Irene紀念    | 第42回Irene紀念    | New Takara Koma | 雄3  | 藤野俊一   | 岩本利春   | 帶廣   |
| 3月13日            | 帯廣競馬場         | 輓200米            | New Takara Koma | 雄3  | 佐藤久夫   | 佐藤久夫   | 1:50.3 |
| 第43回輓馬紀念     | 第43回輓馬紀念     | 第43回輓馬紀念     | Kanesa Black    | 雄9  | 松田道明   | 松井浩文   | 帶廣   |
| 3月27日            | 帶廣競馬場         | 輓200米            | Kanesa Black    | 雄9  | Toyo牧場   | Toyo牧場   | 4:07.7 |
| 第23回輓馬大獎賽   | 第23回輓馬大獎賽   | 第23回輓馬大獎賽   | Nishiki Daijin  | 雄10 | 鈴木惠介   | 村上慎一   | 帶廣   |
| 8月14日            | 帶廣競馬場         | 輓200米            | Nishiki Daijin  | 雄10 | 仙頭富萬   | 仙頭富萬   | 2:00.6 |
| 第36回輓馬橡樹大賽 | 第36回輓馬橡樹大賽 | 第36回輓馬橡樹大賽 | Aguri Kotobuki  | 雌3  | 鈴木惠介   | 松井浩文   | 帶廣   |
| 11月20日           | 帶廣競馬場         | 輓200米            | Aguri Kotobuki  | 雌3  | 北島勇祈   | 北島勇祈   | 1:41.5 |
| 第40回輓馬打吡     | 第40回輓馬打吡     | 第40回輓馬打吡     | Oidon           | 雄3  | 鈴木惠介   | 鈴木邦哉   | 帶廣   |
| 12月25日           | 帶廣競馬場         | 輓200米            | Oidon           | 雄3  | 佐々木啓文 | 佐々木啓文 | 1:48.7 |

### 海外勝利
| 賽事名           | 賽事名           | 賽事名           | 賽事名           | 優勝馬   | 性齡 | 騎師               | 練馬師             | 所屬    |
| 月日             | 國家             | 馬場             | 距離             | 優勝馬   | 性齡 | 馬主               | 馬主               | 時間    |
| ---------------- | ---------------- | ---------------- | ---------------- | -------- | ---- | ------------------ | ------------------ | ------- |
| 第16屆杜拜世界盃 | 第16屆杜拜世界盃 | 第16屆杜拜世界盃 | 第16屆杜拜世界盃 | 比薩勝駒 | 雄4  | 杜滿萊             | 角居勝彥           | JRA栗東 |
| 3月26日          | 阿聯酋           | 美丹馬場         | 膠沙2000米       | 比薩勝駒 | 雄4  | 市川義美及吉田照哉 | 市川義美及吉田照哉 | 2:05.94 |

### 騎師邀請賽
| 賽事名                      | 賽事名                             | 冠軍     | 所屬       |
| 月日                        | 馬場                               | 冠軍     | 所屬       |
| --------------------------- | ---------------------------------- | -------- | ---------- |
| 第25回全日本新人王爭霸戰    | 第25回全日本新人王爭霸戰           | 中野省吾 | 南關東船橋 |
| 1月17日                     | 船橋競馬場                         | 中野省吾 | 南關東船橋 |
| 第9回佐佐木竹見盃騎師大獎賽 | 第9回佐佐木竹見盃騎師大獎賽        | 戶崎圭太 | 南關東大井 |
| 1月25日                     | 川崎競馬場                         | 戶崎圭太 | 南關東大井 |
| 第19回黃金騎師盃            | 第19回黃金騎師盃                   | 中西達也 | 高知       |
| 2月22日                     | 園田競馬場                         | 中西達也 | 高知       |
| 2011騎師隊伍對抗賽          | 2011騎師隊伍對抗賽                 | TEAM JRA | JRA        |
| 8月15日                     | 盛岡競馬場                         | TEAM JRA | JRA        |
| 超級騎師大賽預賽2011        | 超級騎師大賽預賽2011               | 吉原寛人 | 金澤       |
| 10月7日及21日               | 川崎競馬場及名古屋競馬場           | 吉原寛人 | 金澤       |
| 第24回世界超級騎師大賽      | 第24回世界超級騎師大賽             | 莫狄     | 愛爾蘭     |
| 11月27日                    | 東京競馬場                         | 莫狄     | 愛爾蘭     |
| 女騎師系列賽2011            | 女騎師系列賽2011                   | 別府真衣 | 高知       |
| 11月14日、12月1日及19日     | 盛岡競馬場、荒尾競馬場及福山競馬場 | 別府真衣 | 高知       |
| 第20回黃金騎師盃            | 第20回黃金騎師盃                   | 橫山典弘 | JRA美浦    |
| 12月1日                     | 園田競馬場                         | 橫山典弘 | JRA美浦    |

## 馬匹獎項

### JRA賞
- 馬王：黃金巨匠（雄3、栗東・池江泰壽馬房）
- 最佳2歲雄馬：阿爾菲多（雄2、美浦・手塚貴久馬房）
- 最佳2歲雌馬：Joie de Vivre（雌2、栗東・松田博資馬房）
- 最佳3歲雄馬：黃金巨匠（雄3、栗東・池江泰壽馬房）
- 最佳3歲雌馬：Aventura（雌3、栗東・角居勝彥馬房）
- 最佳4歲及以上雄馬：比薩勝駒（雄4、栗東・角居勝彥馬房）
- 最佳4歲及以上雌馬：迷人景致（雌5、栗東・松田博資馬房）
- 最佳短途馬：真機伶（雌4、栗東・安田隆行馬房）
- 最佳泥地馬：創升（雄5、栗東・安田隆行馬房）
- 最佳跳欄馬：Majesty Bio（雄4、美浦・田中剛馬房）

### NAR大獎
- 馬王：Furioso（雄7、船橋・川島正行馬房）
- 最佳2歲雄馬：Gold Medal（雄2、門別・田中淳司馬房）
- 最佳2歲雌馬：Angel Tweet（雌2、大井・森下淳平馬房）
- 最佳3歲雄馬：Oe Raijin（雄3、園田・橋本忠男厩）
- 最佳3歲雌馬：Clave Secreta（雄4、船橋・川島正行馬房）
- 最佳4歲及以上雄馬：Furioso（雄7、船橋・川島正行馬房）
- 最佳4歲及以上雌馬：Love Michan（雌4、笠松・柳江仁馬房）
- 最佳短途馬：Nike Madrid（雄5、船橋・川島正行馬房）
- 最佳草地馬：從缺
- 最佳輓馬：Kanesa Black（雄9、帶廣、松井浩文馬房）
- 泥地分級賽特別賞：醒目飛鷹（雄6、栗東・小崎憲馬房）

## 人物獎項

### JRA賞
- 冠軍練馬師：角居勝彥（栗東、59勝）
- 最高勝率練馬師：堀宣行（美浦、20.1%勝率）
- 最高獎金練馬師：池江泰壽（栗東、24億3381萬5400日圓獎金）
- 優秀技術練馬師：角居勝彥（栗東）
- 冠軍騎師：福永祐一（栗東・自由身、133勝）
- 關東冠軍騎師：蛯名正義（美浦・自由身、95勝）
- 關西冠軍騎師：福永祐一（栗東・自由身、133勝）
- 最高勝率騎師：福永祐一（栗東・自由身、16.1%勝率）
- 最高獎金騎師：岩田康誠（栗東・自由身、33億198萬6000日圓獎金）
- 騎師大賞：從缺
- 冠軍跳欄賽騎師：從缺
- 冠軍新人騎師：從缺

### NAR大獎
- 冠軍練馬師：雜賀正光（高知、265勝）
- 最高獎金練馬師：岡林光浩（船橋、1億8225萬6000日圓獎金）
- 最高勝率練馬師：柏原誠路（園田、34.6%勝率）
- 殊勳練馬師獎：從缺
- 冠軍騎師：戶崎圭太（大井・香取和孝馬房、327勝）
- 最高獎金騎師：戶崎圭太（大井・香取和孝馬房、11億112萬7000日圓獎金）
- 最高勝率騎師：赤岡修次（高知・田中守馬房、35.4%勝率）
- 優秀新人騎師：島津新（帶光・岩本利春馬房）
- 優秀女性騎師：從缺
- 最佳運動精神獎：赤岡修次（高知・田中守馬房）
- 殊勳騎師獎：戶崎圭太（大井・香取和孝馬房）、吉原寛人（金澤・加藤和義馬房）
- 特別賞：宮下瞳（名古屋・竹口勝利馬房）

## 頭馬達成記錄

### 騎師
首勝
- 李寶利（京都、1月8日）
- 嶋田純次（中山、3月5日）
- 横山和生（新潟、4月30日）
- 杉原誠人（新潟、5月14日）
- 彭利力（京都、5月14日）
- 藤懸貴志（小倉、8月20日）
- 下村瑠衣（門別、8月23日）
- 菅原隆一（札幌、8月28日）
- 曼迪沙寶（京都、11月5日）
- 歐道樂（中山、12月17日）

100勝
- 大庭和彌（東京、2月19日）
- 小坂忠士（阪神、2月26日）
- 横山義行（中山、3月5日）
- 大柿一真（園田、6月15日）
- 丹内祐次（函館、6月19日）
- 國分恭介（新潟、10月29日）
- 川須榮彥（新潟、11月5日）

200勝
- 長谷川浩大（新潟、5月7日）
- 田邊裕信（新潟、6月5日）
- 岩橋勇二（門別、6月8日）
- 川島信二（函館、7月9日）
- 岩永千明（荒尾、12月2日）

300勝
- 高橋亮（京都、2月19日）
- 石橋脩（中山、9月24日）

400勝
- 吉田隼人（小倉、12月17日）

500勝
- 佐原秀泰（福山、6月13日）
- 松岡正海（中山、6月19日）
- 川田將雅（阪神、12月24日）

700勝
- 池添謙一（京都、1月23日）
- 木幡初廣（新潟、5月14日）
- 和田龍二（京都、7月3日）

800勝
- 岩田康誠（東京、10月9日）

900勝
- 吉田豊（中山、3月6日）

1000勝
- 安部憲二（帶廣、7月11日）
- 服部茂史（門別、8月10日）

1300勝
- 後藤浩輝（阪神、4月2日）
- 四位洋文（京都、4月23日）
- 坂下秀樹（門別、7月21日）
- 福永祐一（阪神、9月19日）

1500勝
- 宮崎光行（門別、6月23日）
- 田中勝春（JRA中山、12月10日）

1700勝
- 中館英二（JRA新潟、6月12日）

1900勝
- 蛯名正義（JRA中山、1月16日）

2000勝
- 水野貴史（船橋、2月24日）
- 北野真弘（園田、8月31日）
- 東川公則（笠松、10月13日）
- 小國博行（門別、11月17日）
- 赤岡修次（高知、11月19日）
- 嬉勝則（福山、12月4日）
- 戶部尚實（名古屋、12月6日）
- 柴田善臣（中山、12月17日）
- 桑野等（金澤、12月27日）

2200勝
- 横山典弘（中山、6月19日）

3300勝
- 内田利雄（盛岡、11月12日）

3400勝
- 武豐（東京、6月4日）

3500勝
- 小林俊彥（盛岡、5月16日）

4000勝
- 鮫島克也（佐賀、10月23日）

### 練馬師
首勝
- 高橋義忠（阪神、3月6日）
- 安田武廣（門別、6月2日）
- 日吉正和（阪神、6月11日）
- 齊藤正弘（門別、6月21日）
- 大和田成（中山、7月2日）
- 高柳瑞樹（函館、7月3日）
- 冨田敏男（浦和、8月5日）
- 小野次郎（函館、8月7日）
- 平山真希（浦和、8月8日）
- 木村哲也（新潟、8月13日）
- 鈴木義久（川崎、10月4日）
- 伊藤滋規（浦和、11月25日）
- 千田輝彦（小倉、11月27日）
- 森下淳平（大井、12月31日）

100勝
- 齋藤誠（中山、1月22日）
- 玉井昇（船橋、2月22日）
- 菅原泰夫（阪神、4月3日）
- 矢作芳人（阪神、4月10日）
- 大橋勇樹（京都、7月2日）
- 小崎憲（新潟、7月17日）
- 松永幹夫（京都、7月23日）

200勝
- 高橋隆（京都、1月10日）
- 久保田貴士（東京、2月13日）
- 昆貢（京都、4月23日）
- 堀宣行（東京、5月22日）
- 友道康夫（阪神、6月4日）
- 藤岡健一（東京、10月9日）
- 藤澤則雄（京都、11月6日）

300勝
- 藤原英昭（京都、5月1日）
- 高橋裕（東京、5月22日）
- 柴田光陽（函館、6月18日）
- 惠多谷豐（門別、7月7日）
- 鮫島一步（京都、7月16日）
- 西園正都（小倉、7月31日）
- 上原博之（新潟、8月12日）

400勝
- 小原伊佐美（小倉、1月29日）
- 加用正（阪神、6月5日）
- 松田國英（函館、7月16日）
- 淺見秀一（京都、11月12日）
- 萩原清（阪神、12月3日）
- 石坂正（阪神、12月24日）

500勝
- 松井浩文（帶廣、6月18日）
- 池田孝（川崎、7月29日）
- 林和弘（門別、8月24日）
- 音無秀孝（東京、11月6日）

600勝
- 松田博資（小倉、1月23日）
- 武井榮一（川崎、7月5日）
- 中村均（札幌、8月27日）
- 角川秀樹（門別、9月15日）

700勝
- 北川數男（門別、6月23日）
- 白井壽昭（函館、7月24日）

900勝
- 原孝明（門別、7月19日）
- 米川伸也（門別、8月9日）

1000勝
- 橋本忠男（園田、2月9日）
- 若松平（門別、8月24日）

1100勝
- 藤澤和雄（東京、11月5日）

1200勝
- 桑原義光（門別、5月5日）
- 堂山芳則（門別、6月30日）

1500勝
- 後藤保（笠松、6月15日）
- 尾瀨富雄（帯廣、6月19日）

1700勝
- 弊旗吉治（荒尾、11月25日）

## 退役馬

### 1月
- Maruka Rascal
- Nanayo Himawari
- Tosen Bright
- Wonder Speed
- Sakura Orion
- 大鷹犬
- White Vesse
- Long Pride

### 2月
- 精雕微琢
- Success Brocken
- Meisho Battler

### 3月
- Meiner Rainier
- Admire Subaru
- Air Zipangu
- I Am Kamino Mago
- 拳壇奇蹟

### 4月
- Western Dancer

### 5月
- Tosen Crown
- Trend Hunter
- 氣墊快駒
- Arco Senora
- Eishin Boston
- Miyabi Perseus
- 野田尚城
- 玉藻精英
- Hokko Pas de Chat
- Mainer Scherti

### 6月
- Nihonpillow Regalo
- 昭和革新
- War Tactics
- Meiner Charles
- 夢之旅

### 7月
- 淺草皇帝
- Hansode Bando
- Casino Drive

### 8月
- 東寶艾倫
- Alondite
- Hikaru Amaranthus
- Brightia Pulse
- 所向披靡
- Marubutsu Easter

### 9月
- Koei Try
- Toho Dolce
- Meisho Tokon

### 10月
- 北國隊長
- A Shin D S
- Best Member

### 11月
- 中山慶典
- 紅色夢想
- Field Rouge
- Bravo Daisy
- Towa Vega
- Miyabi Ranveli
- K T Love
- Crit Valent

### 12月
- La Verita
- Symboli Gran
- Bamboo Ere
- Tamamo Glare
- Keiai Gerbera
- Three Avenue
- 加登快駒
- Thanks Note
- Seraphic Romp
- 榮進快蹄

## 誕生

### 馬匹
本年誕生的馬匹為2014年經典世代
- 1月11日 - Stay in Seattle
- 1月20日 - Sundarbans
- 1月24日 - 湘南佳績
- 1月30日 - Tsukuba Azuma O
- 2月4日 - Karada Legend
- 2月6日 - Forevermore、Vita Allegria
- 2月7日 - 阿爾拔、Garibaldi
- 2月9日 - Asia Express、Luminous Warrior
- 2月11日 - A Day in the Life
- 2月13日 - 善得福
- 2月14日 - Red Alvis
- 2月15日 - Magic Time、Omega Heart Rock
- 2月16日 - 神燈光照[11]
- 2月18日 - 勝之石[12]、Mask Zorro
- 2月19日 - 夢幻舞台[13]
- 2月21日 -  萩野動力
- 2月23日 -  天下唯一[14]、湘南湖畔
- 2月25日 -  新紀錄[15]
- 3月2日 - 黃鶯出谷、滿樂時[16]
- 3月4日 - Xmas、 Esmeraldina、櫻花帝王
- 3月5日 - Lilavati
- 3月6日 - 歡喜跑[17]
- 3月7日 - 蓋世俠盜
- 3月8日 -  霜白絕塵、Horai Akiko、Air Anthem
- 3月10日 - 湘南魔瓶[18]
- 3月11日 -  東寶狐狼[19]、Nishiken Mononofu
- 3月12日 - 覓奇島[20]
- 3月14日 - 東瀛明星
- 3月18日 - 大仁大勇[21]
- 3月20日 - Marble Cathedral
- 3月22日 - Pray and real、新寫實派[22]
- 3月24日 - 御園天王
- 3月25日 - 全勝時期
- 3月30日 - Fukuno Dream
- 4月3日 - 長山之馬
- 4月5日 - Meadowlark、東循環線
- 4月6日 - Kazenoko、A Shin Bullseye
- 4月12日 - 邁向世界、彎刀赤駿[23]、萬籟爭鳴
- 4月13日 - 哥連寶莉[24]
- 4月15日 - Win Malerei、Twinkle
- 4月18日 - 野薔薇
- 4月19日 - Daring Bird
- 4月21日 - King's Guard
- 4月24日 - 織女星[25]
- 4月25日 - Meisho Sumitomo
- 4月30日 - 高野長老
- 5月6日 - Bounce Shasse
- 5月8日 - Sang Real、鈴鹿不羈
- 5月15日 - 良才輩出
- 5月15日 - 站前良馬
- 5月16日 - Blue Celeb
- 5月18日 - 黃金伶人[26]
- 5月21日 - 明媚島[27]、Amour Briller
- 5月22日 - Asukano Roman
- 5月23日 - Riccardo
- 5月27日 - 暴君尼祿
- 6月6日 - 天帝頌

## 逝世

### 馬匹
- 1月30日 - 大君起駕
- 2月27日 - Inano Lover John
- 2月28日 - Star Ballerina
- 3月3日 - Sunny Brian
- 3月11日 - Halley's Comet
- 3月29日 - 京都城
- 4月24日 - Shonan Tachyon
- 4月30日 - 櫻花進王
- 5月1日 - Cosmo Meadow
- 5月8日 - Spring Song
- 5月24日 - Kei Kiroku
- 6月26日 - I Ko Piko
- 8月16日 - 星雲天空
- 8月29日 - 越位陷阱
- 10月4日 - 魯鐸象徵
- 10月7日 - Soccer Boy
- 10月10日 - Rock Hand Star
- 10月28日 - Doctor Spurt
- 11月13日 - Life Tateyama
- 12月2日 - 昭和革新
- 12月5日 - Shinko Lovely
- 12月31日 - Nishino Raiden

### 人物
- 1月15日 - 谷真翁（日刊競馬新聞社代表董事兼主席）
- 4月8日 - 柳田次男（前騎師、前練馬師）
- 5月12日 - 吉村活彥（境勝太郎馬房前馬伕、曾照料賽駒「櫻花進王」）
- 8月22日 - 古山良司（前練馬師、前騎師）
- 10月3日 - 秋田實（東京都騎師會事務局局長、前騎師）
- 12月8日 - 古賀一隆（前騎師、前練馬）